# Адамс, Антуан
Антуан Адамс (англ. Antoine Adams; 31 августа 1988, Бастер) — легкоатлет из Сент-Китс и Невис, специализирующийся в беге на спринтерские дистанции (60, 100 и 200 метров). Победитель и призёр чемпионатов Центральной Америки и стран Карибского бассейна. Призёр чемпионата мира в эстафете 4×100 м.

## Карьера
В 2011 году Антуан Адамс дебютировал на чемпионатах мира. В Тэгу он не выступал в личных соревнованиях, зато принял участие в эстафете 4×100 м. Вместе с Кимом Коллинзом, Джейсоном Роджерсом и Бриджешом Лоуренсом он завоевал бронзовую медаль.
Через год Адамс дебютировал на Олимпийских играх. На стометровке он выбыл из соревнований в полуфинале, аналогичный результат показал на дистанции в два раза длиннее. А в спринтерской эстафете сборная Сент-Китс и Невис выбыла в первом раунде.
На чемпионате мира в Москве вновь добрался до полуфинальной стадии на дистанциях в сто и двести метров. В том же году выиграл двухсотметровку на чемпионате Центральной Америки и стран Карибского бассейна.